# Campion (Colorado)
Campion is een plaats (census-designated place) in de Amerikaanse staat Colorado, en valt bestuurlijk gezien onder Larimer County.

## Demografie
Bij de volkstelling in 2000 werd het aantal inwoners vastgesteld op 1832.

## Geografie
Volgens het United States Census Bureau beslaat de plaats een oppervlakte van
9,9 km², waarvan 9,8 km² land en 0,1 km² water.

## Plaatsen in de nabije omgeving
De onderstaande figuur toont nabijgelegen plaatsen in een straal van 24 km rond Campion.